# Aceria depressae
Aceria depressae är en spindeldjursart som beskrevs av David C.M. Manson 1984. Aceria depressae ingår i släktet Aceria och familjen Eriophyidae. Inga underarter finns listade i Catalogue of Life.